# Abdul Kareem al-Khasawneh
Shaykh Abdul Kareem al-Khasawneh (arabisch عبد الكريم الخصاونة, DMG ʿAbd al-Karīm al-Ḫaṣāwina; * 1944) ist seit Februar 2010 Großmufti des Haschemitischen Königreiches Jordanien. Er ist der frühere Mufti der Streitkräfte Jordaniens.
Er ist auch Mitglied des jordanischen ifta' (Rechtsgutachter)-Ausschusses zusätzlich zu der Mitgliedschaft im Vorstand der World Islamic University.
2004 war er einer der Unterzeichner der Botschaft aus Amman.
2008 war er einer der muslimischen Delegationsteilnehmer des 2. Seminars des Katholisch-Muslimischen Forums.